# Dodecan-2-on
Dodecan-2-on ist ein langkettiges Methylketon.

## Vorkommen

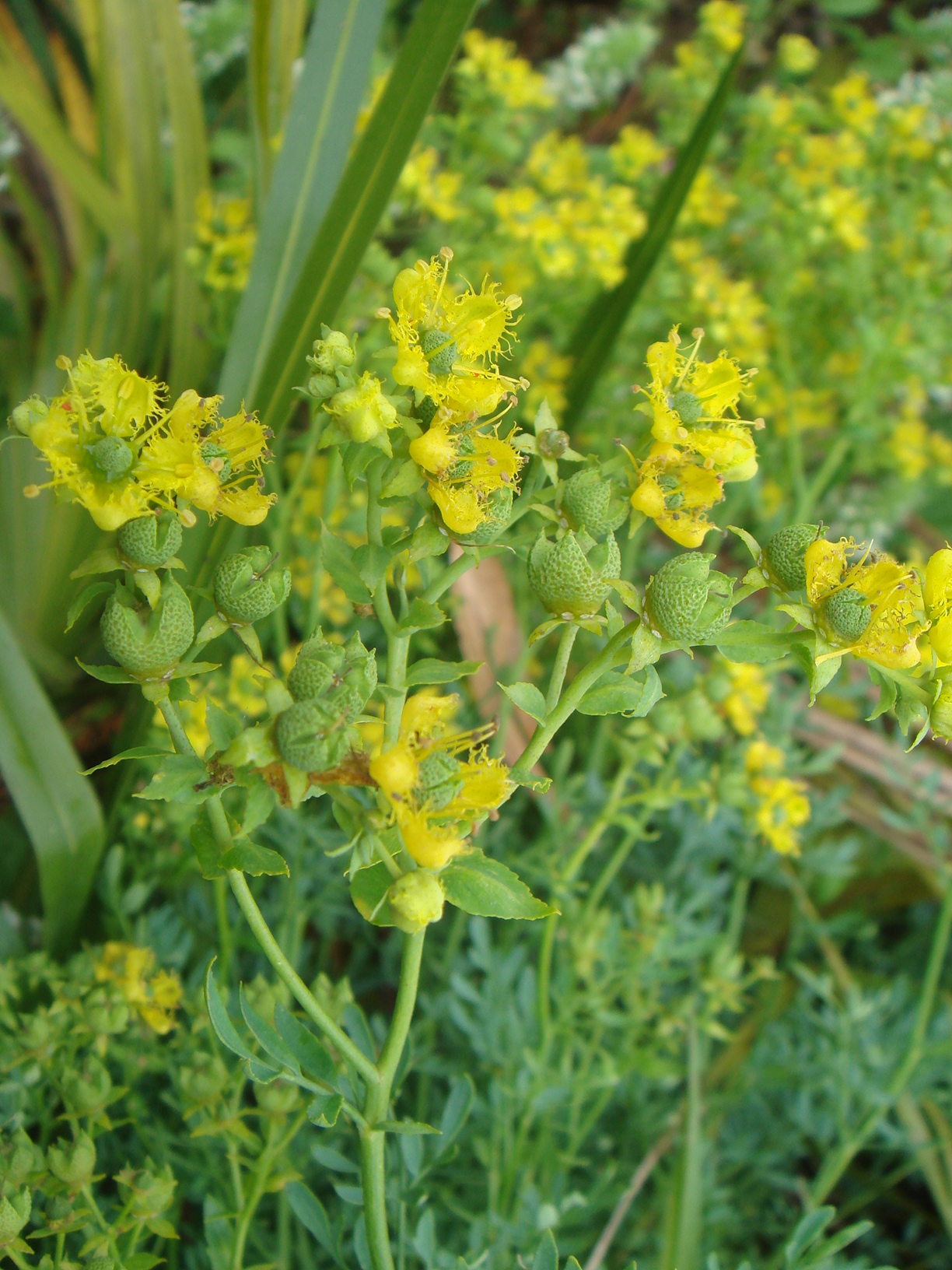
Das ätherische Öl der Gefransten Raute enthält Dodecan-2-on

Dodecan-2-on kommt im Sekret von Siro duricorius und Siro exilis (Familie Sironidae) vor.
Das ätherische Öl verschiedener Arten der Gattung Ruta (z. B. Gefranste Raute) enthält größere Mengen 2-Ketone. Dabei handelt es sich vor allem um Undecan-2-on und Tridecan-2-on, aber Dodecan-2-on ist in geringerer Menge ebenfalls enthalten. Im Öl der Weinraute ist beispielsweise etwa 1 % Dodecan-2-on enthalten. Auch in Echtem Hopfen kommt Dodecan-2-on vor.

## Herstellung
Dodecan-2-on kann durch palladiumkatalysierte Oxidation von Dodecan-2-ol sowie durch Wacker-Oxidation von 1-Dodecen gewonnen werden.

## Eigenschaften
Dodecan-2-on wirkt nematizid.

## Verwendung
Dodecan-2-on mit einer Reinheit von mindestens 95 % ist in der EU unter der FL-Nummer 07.158 als Aromastoff für Lebensmittel allgemein zugelassen.